# Rovaniemen Palloseura
Rovaniemen Palloseura (ou RoPS) é uma equipe finlandesa de futebol com sede em Rovaniemi. Atualmente disputa a segunda divisão da Finlândia (Ykkönen). Manda seus jogos no Rovaniemen keskuskenttä, que possui capacidade para 5.000 espectadores.

## História
O Rovaniemen Palloseura foi fundado em 1950. Venceu a Copa da Finlândia em duas ocasiões, em 1986 e 2013, e foi vice-campeão em 1962. Eles ficaram em terceiro lugar na Campeonato Finlandês de Futebol em 1988 e 1989, antes de terminar como vice-campeão em 2015 e em 2018. O feito internacional mais notável do clube foi chegar às quartas-de-final da Taça dos Clubes Vencedores de Taças de 1987-88 em 1987-88 contra o Olympique de Marseille.

### Alegações de manipulação de resultados e escândalo
Ao longo dos anos 2000, o RoPS se tornou famoso por suspeita de envolvimento em manipulação de resultados.
Na primavera de 2011, o Escritório Nacional de Investigação da Finlândia iniciou uma grande investigação sobre manipulação de resultados. Em 25 de fevereiro, o empresário cingapuriano Wilson Raj Perumal, um grande manipulador de resultados foi condenado, e foi preso depois de entrar na Finlândia com um passaporte falso. O escritório Nacional de Investigação da Finlândia suspeitou que mais de 30 jogos entre 2008 e 2011, principalmente da primeira divisão finlandesa, foram manipulados.
Em 19 de julho de 2011, o Tribunal de Recursos de Rovaniemi condenou Perumal e nove jogadores do RoPS por manipulação de resultados. Ao todo, 24 jogos foram manipulados, e a pontuação pretendida foi alcançada em 11 deles. Perumal foi condenado a dois anos de prisão e a devolver 150.000 euros considerados lucros de manipulação de resultados. Os subornos variaram de 500 euros oferecidos a um jogador a um total de 80.000 euros oferecidos a oito jogadores. O maior total de subornos para um indivíduo foi ligeiramente superior a 40.000 euros. Os jogadores receberam penas de suspensão. Os jogadores condenados foram seis jogadores zambianos e dois georgianos: Godfrey Chibanga, Chileshe Chibwe, Francis Kombe, Stephen Kunda, Christopher Musonda, Chanda Mwaba, Nchimunya Mweetwa, Pavle Khorguashvili e Valter Khorguashvili. 

## Títulos
| Competição | Competição                 | Títulos | Anos        |
| ---------- | -------------------------- | ------- | ----------- |
| Finlândia  | Copa da Finlândia          | 2       | 1986 e 2013 |
| Finlândia  | Segunda Divisão Finlandesa | 2       | 2010 e 2012 |

## Elenco
Atualizado em 25 de outubro de 2020.
Legenda
- : Capitão

## Treinadores
| - Olavi Tammimies - Timo Salmi - Ari Matinlassi - Ari Rantamaa - Kari Virtanen - Olavi Tammimies - Mauri Holappa - Tomi Molin - Mika Lumijärvi - Matti Vikman - Jukka Ikäläinen - Mika Lumijärvi - Matti Hiukka - Kari Virtanen - Juha Malinen - Toni Koskela - Pasi Tuutti | - Graham Williams - John Allen - Keith Armstrong - Jerzy Masztaler - György Hamori - Tom Saintfiet - Valeri Bondarenko - Zeddy Saileti |